# Кравчукове болото
Кравчуко́ве Боло́то — гідрологічний заказник загальнодержавного значення в Україні. Розташований у межах Ніжинського району Чернігівської області, біля села Кравчиха. 
Площа 172 га. Створений Указом Президента України від 4 листопада 2000 року № 1207/2000. Перебуває у віданні Великодорізької сільської ради. 
Територія заказника охоплює ділянку типового заплавного болота у верхів'ї річки В'юниці — притоки річки Остер; болото збережене у природному стані і має важливе водорегулююче значення. Охороняється місце зростання лікарської та медоносної рослини — пальчатокорінника м'ясочервоного, занесеного до Червоної книги України. У заказнику також водиться велика кількість птахів: плиска, лунь, бугайчик, очеретянка та інші.